# Frémicourt
Frémicourt település Franciaországban, Pas-de-Calais megyében. Lakosainak száma 239 fő (2022. január 1.). Frémicourt Vaulx-Vraucourt, Bancourt, Beugnâtre, Beugny és Haplincourt községekkel határos.

## Népesség
A település népességének változása:
| Lakosok száma | 332  | 519  | 529  | 418  | 284  | 303  | 316  | 273  | 244  | 239  |
|               | 1793 | 1836 | 1866 | 1891 | 1926 | 1962 | 2006 | 2011 | 2017 | 2022 |